# Metallica
Metallica este o formație heavy metal din Los Angeles, California, SUA. Trupa a fost fondată în anul 1981, reușind să vândă peste 100 de milioane de discuri în toată lumea. Succesul comercial a făcut din Metallica o formație foarte controversată. Face parte din „Big Four of Thrash” alături de Slayer, Megadeth și Anthrax. 
Formația actuală cuprinde membrii fondatori și compozitori primari: James Hetfield, Lars Ulrich, chitaristul principal Kirk Hammett și basistul Robert Trujillo. Chitaristul Dave Mustaine (care a înființat trupa Megadeth după ce a fost concediat din Metallica) și basiștii Ron McGovney, Cliff Burton (care a murit într-un accident de autobuz în Suedia în 1986) și Jason Newsted sunt foști membri ai trupei.

## Istorie

### Începutul (1981–1983)
În 1981, ziarul din Los Angeles The Recycler găzduia o rubrică de anunțuri destinată muzicienilor în căutarea unor noi colegi de formație. Sub secțiunea „Heavy Metal” avea să apară un nume: Lars Ulrich, un adolescent de 18 ani.
Totul a început în anii '80, atunci când tânărul de 18 ani de origine daneză Lars Ulrich, care locuia în California, merge din San Francisco în Londra pentru a vedea concertul uneia dintre formațiile sale favorite: Diamond Head. Datorită faptului că nu își plănuise bine călătoria, tânărul Lars Ulrich se vede nevoit să apeleze la bunăvoința membrilor formației favorite. Aceștia sunt impresionați și îl primesc pe Lars, care merge cu ei în turneu. Influențat de această aventură, Lars se hotărăște ca la întoarcerea în America să încerce să-și alcătuiască o formație.
Cum Lars, înnebunit după formațiile britanice care făceau parte din NWOBHM (Noul Val al Heavy-Metalului Britanic) și care de mic era pasionat de tobe, dorea să-și facă propria trupă Heavy Metal, a reușit în scurt timp să-și construiască o mulțime de conexiuni în lumea Metalului ce se dezvolta în California. Brian Slagel și Ron Quitana – promotori și editori – i-au devenit repede amici. Astfel, când Brian Slagel i-a oferit un loc pe compilația „Metal Massacre” lui Lars îi mai rămăsese minorul detaliu de a-și face formația.
James Hetfield locuia în Downey, California, era un tânăr introvertit și foarte timid. Apartenența familiei sale la „Christian Science” a făcut ca James să fie marginalizat sau respins de către mulți din copiii de la școala sa. Când avea 13 ani, tatăl său a decis să abandoneze familia (lucru cu greu acceptat de James), iar la vârsta de 16 ani își pierde mama (motivul este cancerul – mama sa neputându-se trata din cauza religiei lor, încă un lucru greu de acceptat de către James). Confuz și deprimat, James a găsit salvarea în muzică. La 14 ani se apucase de chitară (după ce în prealabil studiase pianul și tobele). Înființează trei trupe „Obsession”, apoi „Phantom Lord” și în final „Leather Charm”. Niciuna din ele nu a reușit să reziste, destrămându-se destul de repede. După moartea mamei, el stă în casa unui bun prieten Ron McGovney, pe care îl va convinge să învețe să cânte la chitară bas.
Împinși de Hugh Tanner, fostul chitarist al formațiilor Leather Cham și Phantom Lord, James Hetfield și Ron McGovney iau legătura cu Lars Ulrich. Astfel, cei trei se întâlnesc în camera lui Lars. Ulrich a rămas surprins de cât de timid era Hetfield, în timp ce pe James l-a marcat (pe viață după cum declara) mirosul emanat de camera lui Lars, un miros specific de adolescent danez. Ron și James nu au fost deloc impresionați de talentul lui Lars, Ron întrebându-se dacă Lars a mai cântat la tobe până atunci. Însă numeroasele „pile” pe care Lars le avea au făcut ca cei trei să bată palma și să încerce să construiască o formație împreună.
Numele de "Metallica" a fost ales de Lars. Lars îl ajuta pe Ron Quintana, să aleagă un nume pentru o nouă revistă care să promoveze trupele metal și NWOBHM (New Wave Of British Heavy Metal). Quintana a propus două nume pentru revistă: „Metallica” și „Metal Mania”. Lars i-a sugerat să numească revista „Metal Mania” și și-a numit formația Metallica.
La începutul anului 1982, Metallica a înregistrat Hit the Lights pentru prima compilație „Metal Massacre”, produsă de Brian Slagel. Numele formației a apărut tipărit greșit pe album: „Mettallica”, dar melodia a reușit să stârnească ceva interes.
Chitaristul Lloyd Grant a fost adus pentru a face solo-ul piesei, el nefiind un membru permanent al trupei. Pentru a aduce un chitarist în formație, Ulrich a apelat din nou la „The Recycler”. La acest anunț a răspuns Dave Mustaine din Huntington Beach, California, chitaristul formației „Panic”. Ulrich și Hetfield au fost atât de impresionați de echipamentul lui Mustaine că i-au cerut să intre în formație înainte să-l audă cântând.
Metallica a început să cânte în cluburile din L.A. însă au fost primiți cu rezerve de către public, lucru ce nu i-a descurajat, din contra au cântat și mai tare și mai repede. Însă în cadrul trupei tensiunile între Dave și Ron au crescut foarte mult. Au existat și altercații între Dave și Ron sau Dave și James, de câteva ori Dave fiind dat afară din formație, însă el revenea a doua zi și întreba dacă poate să continue. James îi răspundea de fiecare data „Ok...”.
Astfel după numeroase certuri, totul culminând cu „incidentul” în care Dave a turnat o sticlă întreagă de bere în chitara bas lui Ron, cel din urmă fiind foarte aproape să se curenteze, Ron a decis să părăsească formația. Cu toate acestea Metallica a reușit să înregistreze o casetă demo completă înaintea plecării lui Ron. Demo-ul s-a numit „No life 'Til Leather” și a atras repede atenția fanilor și promotorilor din California, în special San Francisco.
Ulrich a apelat din nou la Brian Slagel pentru a-i recomanda un nou basist. Brain i-a spus că știe exact de cine au nevoie, Cliff Burton, care pe atunci cânta cu formația „Trauma”. Astfel, James și Lars au mers la un club unde concerta „Trauma”. Cum au intrat în club, o claie de păr roșu ce se mișca foarte repede pe scenă le-a atras atenția. Pe lângă asta, sunetul pe care chitara acestuia îl scotea i-a uimit pe cei doi. După ce James a numărat corzile a exclamat: „that’s a bass dude!” (e bas frate!). După concert cei doi s-au dus la Cliff și i-au spus că trebuie neapărat să-l fure! După ce au petrecut ceva timp împreună (6 luni) Cliff le-a spus că sunt de treabă și că acceptă invitația de a se alătura Metallicii, mai ales fiindcă Trauma devenise plictisitoare pentru el. Condiția pentru ca el să se alăture formației era ca cei trei, James, Dave și Lars să se mute în San Francisco. Lucru făcut cu plăcere, deoarece atmosfera din Los Angeles nu era de loc pe placul lor.
La sfârșitul anului 1982 începutul anului 1983, mișcarea Metal din San Francisco Bay Area luase amploare. Formații precum Antrax, Vio-lence, Sadus sau Exodus, începuseră să-și facă un nume. Spre deosebire de scena din Los Angeles, dominată de formații Glam-Metal sau Hair-Metal, aici Speed-ul și Thrash-ul erau singurele genuri acceptate de către fani. Atitudinea „in-your-face”, stilul agresiv și foarte rapid, au făcut din Metallica o favorită a publicului. Între timp caseta cu demo-ul formației a ajuns de pe coasta de vest a Americii până pe coasta de est. Jonny și Marcha Zuzula din New York, care înființaseră casa de discuri Megaforce, le-au trimis 70 de dolari celor de la Metallica, pentru a putea face drumul dintre San Francisco și New York cu tot echipamentul necesar.
Acest drum de câteva zile a fost hotărâtor pentru plecarea lui Dave din formație. Drumul fiind foarte lung, cei patru își petreceau nopțile la rude ale prietenilor apropiați. Dave sub influența alcoolului a devastat multe din aceste locuințe. Cei patru obișnuiau să bea foarte mult, iar Mustaine devenea violent. Temperamentul său vulcanic devenise intolerabil, în special pentru Cliff. Ajunși la New York, fac cunoștință cu Jonny Z. Lars îl trage de-o parte și îi spune lui Jon, că vor renunța la chitaristul lor. Câteva zile mai târziu, când Dave tocmai se trezea după o noapte în care cei patru băuseră foarte mult (o noapte normală), Lars, James și Cliff erau în camera sa. Ei i-au explicat că trebuie să plece. Și că autobuzul său, cu care va face 4 zile până în San Francisco, pleacă în 45 de minute. Câteva ore mai târziu chitaristul formației Exodus, Kirk Hammett, a fost adus în New York, pentru a fi testat de formație. După ce Kirk a dus la bun sfârșit solo-ul la cântecul Seek and Destroy, Lars și James au fost de acord că el este soluția ideală pentru a fi chitaristul principal al Metallica.
Jonny și Marshal le-au aranjat câteva concerte în zona New York, însă Metallica voia să repete și în plus, neavând niciun ban, aveau nevoie și de un loc în care să stea. Formația Anthrax avea o cameră de repetiție în Queens, pe care le-a pus-o la dispoziție. Camera în care cei patru au și locuit. Vremurile erau grele pentru ei. Dormeau pe jos, neavând decât niște pături, iar felul principal de mâncare era: “losers lunch”- după cum îi spuneau cei de la Antrax, (prânzul fraierilor) salam pe mână, fiindcă nu aveau nici măcar pâine. Preferau să cheltuie puținii bani pe care îi câștigau din concertele în cluburi pe alcool. James spunea: "Alcoolul iți dădea impresia că ține și de cald și de foame... desigur, era numai o impresie. Eram slabi și dacă nu aveam noroc cu câte un fan dedicat care ne plătea mese la restaurant din când în când, nu știu ce-ar fi fost...". Kirk adăugă: "Singurul moment în care am avut bani a fost când am mers în turneu prima dată și aveam solda zilnică. Îmi amintesc că în zilele dintre concerte primeam 10 dolari fiecare, și în zilele cu spectacol doar 7, pentru că puteam mânca gratuit pe banii promoterilor". (sursa: www.ilikethat.com/metallica)

### Kill 'Em All - 1983
În anul 1983, cu un nou chitarist principal, Kirk Hammett, Metallica intră în studioul din New York, pus la dispoziție de către Megaforce Records, pentru a înregistra primul album.
"Metal Up Your Ass" avea să se numească, însă casa de distribuție a considerat numele total inadecvat și l-au refuzat, Cliff Burton a venit cu sugestia ca albumul să se numească "Kill 'Em All" nume ce întruchipa întru totul agresivitatea nemaiîntâlnită până atunci a albumului. Albumul conținea 10 piese, inclusiv cele 7 de pe “No Life ‘Til Leather”.
La patru dintre piese Dave Mustaine este coautor, cu James Hetfield și Lars Ulrich (The Four Horsmen sau The Mechanix-cum se numea original pe demo, Jump in the Fire, No Remorse și Metal Militia) restul sunt scrise de Hetfield și Ulrich, excepție fac Anesthesia (cântec instrumental, solo de bas, dar în combinație și cu bateria lui Ulrich de la minutul 2:24 până la final) ce aparține lui Cliff Burton și Motorbreath aparținând exclusiv lui Hetfield.
Jonny Z și soția sa și-au amanetat toate valorile pentru a putea produce și distribui albumul. Un album în care aveau mare încredere. Cu toate că nu și-au permis publicitate, iar radioul nu se atingea de el, albumul s-a vândut în 65.000 de exemplare foarte repede. Făcând din Metallica un fenomen al muzicii Underground. 
La finalul anului 1983, Metallica pleacă în primul turneu trans-american, Kill'Em All For One. Iar la întoarcere autobuzul lor nu mai avea acoperiș, fiind complet devastat de cei patru.
Turneul s-a încheiat la începutul anului 1984, pe 2 ianuarie, după 53 de concerte.

### Ride the Lightning - 1984
“Kill 'Em All” nu a fost neapărat un mare succes din punct de vedere financiar, însă el vânduse 300.000 de exemplare, ceea ce era de-a dreptul incredibil pentru un label independent ca Megaforce. Succesul albumului a făcut ca Elektra Records, o casă de discuri foarte important, să facă o ofertă de impresariere formației. Oferta a fost acceptată, iar Metallica, însoțită de producătorul Flemming Rasmussen, s-a mutat într-un studio din Copenhaga pentru a înregistra un nou album: "Ride the Lightning" – în continuare sub Megaforce Records.
Albumul de debut al formației a făcut din Metallica liderul mișcării Thrash. Cea mai mare formație din cele patru Mari ale Thrash-ului: Metallica, Anthrax, Megadeth (formație fondată de Mustaine) și Slayer. Echilibrul și corectitudinea adusă de Kirk formației, atitudinea și riffurile lui James, forța lui Ulrich și puterea chitarei bas a lui Burton, fac din “Kill 'Em All” un clasic, cel mai agresiv album rock de până atunci. În acest context ceea ce Metallica a lansat “Ride the Lightning” a surprins pe toată lumea.
Versurile erau mult mai clare, producția era infinit mai bună, iar agresivitatea instrumentelor era dublată de cea a versurilor. Influența lui Burton era clară, progresul formației fiind evident. Cliff era un muzician desăvârșit. Era singurul din formație care studiase cu adevărat muzica. El a avut o influență foarte mare asupra lui James. Cei doi devenind foarte, foarte apropiați. Acest lucru a dus la crearea unor cântece foarte puternice, atât ca versuri cât și ca sunet.
Piesele “Creeping Death”, “Fight Fire With Fire”, “Trapped Under Ice” sau “Escape” rețin rapiditatea primului album, însă Ride the Lightning aduce în prim-plan cântece care conțin aranjamente simfonice precum “Fade to Black” sau piesa instrumentală, de aproape 9 minute ce va închide albumul “The Call of Ktulu”. Albumul conține de asemenea și piesele “Ride the Lightning” și, una din favoritele publicului, piesa cântată aproape în fiecare concert “For Whom The Bell Tolls”.
Din punct de vedere al versurilor, Metallica aduce în prim-plan, în special, moartalitatea. Cântecul "Ride the Lightning" fiind despre pedeapsa capitală, moartea pe scaunul electric, și neputința în care se află cel pus în situația de a fi omorât. În timp ce “Fade to Black”, cântec ce are probabil cea mai mare importanță în istoria formației, este despre sinucidere.
“Ride the Lightning” este un album progresiv, Heavy-Metal, ce arată influența pe care Kirk Hammett și în special Cliff Burton o au în formație. Este considerat de mulți specialiști în muzică, și de o parte din fanii Metallica, cel mai bun album al lor. Și chiar cel mai bun album Heavy-Metal al tuturor timpurilor. Este și ultimul album pe care Dave Mustaine mai are credite (Ride the Lightning și The Call of Ktulu fiind 2 cântece pe care s-au folosit riffuri scrise de către Dave).
Albumul are un mare succes în America. Și face Metallica cunoscută și în Europa. În 1984, Metallica va face primul turneu în Europa, în deschiderea formației Venom. Turneul avea să se numească “Seven dates of hell”, (turneu început la Zürich și terminat la Paris, după 16 concerte). Acest turneu a fost urmat de unul mondial “Bang that head that doesn't bang tour”.
În 1985, înainte să intre din nou în studio, pentru a înregistra un nou album, Metallica a fost pentru prima oară prezentă la festivalul Monsters of Rock din Donnington. James a atras atenția publicului (70.000 de oameni) de la început că nu sunt o formație ca celelalte (fiind programați să cânte între Ratt și Bon Jovi, două reprezentante ale Hair-Metalului): "If you came here to see spandex, eye makeup, and the words 'Oh, baby' in every fuckin' song, this ain't the fuckin' band."

### Master of Puppets - 1986
Albumul "Ride the Lightning" a ajuns să vândă 800.000 de mii de unități, enorm pentru o casă de discuri independentă. Metallica începe înregistrarile pentru al treilea album la sfârșitul anului 1985. Acesta este înregistrat tot în Danemarca, cu același producător Flemming Rasmussen.
"Master of Puppets", primul album integral sub casa de discuri Elektra, este considerat de către majoritatea fanilor hard-core ai Metallica și de majoritatea specialiștilor ca fiind cel mai bun, cel mai bun album Metallica, dar și cel mai bun album Heavy metal al tuturor timpurilor.
Maturizarea formației este evidentă. Complexitatea pieselor este nemaiîntâlnită până atunci.
Piese de peste 8 minute ca “Master of Puppets”, ”Disposable Heroes” rețin atenția ascultătorului pe toată durata lor, hipnotizându-l. Piese de energie pură, “Battery” și “Damage Inc.” sporesc agresivitatea formației. Iar misterul este adus de “The Thing That Should Not Be”- piesa derivată din ”The Call of Ktulu”, fiind inspirată de către povestirile lui H. P. Lovecraft.
Versurile de pe acest album vorbesc în special despre război, dependență și chiar politică (“Leper Messiah”). Albumul mai conție o piesă intrumentală, “Orion”, și o piesă ce ca structură seamănă cu Fade To Black, Welcome Home (Sanitarium), a doua baladă a formației, ce vorbește despre frământările unui nebun internat într-un sanatoriu (sau îngrădirea minții libere de către societate).
Albumul ajunge să vândă 500.000 de exemplare relativ repede, Metallica primind primul disc de aur. Este primul album thrash care intră în top 100 Bilboard, atingând poziția 29 fără să fie difuzat la radio. Succesul monstru face ca Metallica să primească o invitație din partea lui Ozzy Osbourne de a face un turneu împreună. Invitație acceptată, iar succesul enorm pe care Metallica l-a avut în timpul acestui turneu, a făcut ca acesta să fie ultimul ca trupă de deschidere.
Succesul avut de Metallica a făcut ca aceasta să devină o trupă controversată. Melodiile precum "Fade to Black" și "Sanitarium", dar și semnarea contractului cu importanta casă de discuri Elektra, au nemulțumit pe unii fani ai thrashului, acuzând Metallica că au devenit comerciali. Cliff Burton a răspuns acestor acuzații simplu: “mi se rupe”. Relațiile din cadrul formației erau excelente. Cliff avea o influență mare asupra formației; în ciuda succesului enorm pe care îl aveau, ei au rămas cu picioarele pe pământ, mai ales datorită atitudini lui Cliff, o persoană neobișnuită, extraordinar de liniștită. Datorită lui, James a crescut mult. La început James nu se descurca neapărat în postura de “Front-man” însă în 1986 deja era ceva natural pentru el, datorită încrederii insuflate de către Cliff. Kirk îl considera pe Cliff un frate mai mare. Lars și James erau foarte apropiați. Iar pe cei patru îi lega și faptul că le plăcea să bea. Și obișnuiau să bea foarte mult. Încât fanii i-au numit, la un moment dat, “Alcoholica” nume de care erau chiar mândri. James povestește o scenă în care, fiind anunțat că mai sunt 10 minute până când trebuie să intre pe scenă, el a intrat în panică fiindcă nu era beat.

### 27 septembrie 1986 - Moartea lui Cliff Burton
În 5 ani, la 3 ani de la scoaterea primului album, Metallica a evoluat din formație de garaj în formație de stadion. Turneul Damage Inc. - primul ca formație principală, nu a făcut altceva decât să confirme statutul pe care Metallica îl avea.
În data de 27 septembrie 1986, formația se afla în Suedia. Autobuzul de turneu se îndrepta către Danemarca, unde aveau să susțină următorul concert, al turneului "Damage Inc. Tour". Lars și James, după ce se amețiseră bine, dormeau, în timp ce Kirk și Cliff nu se înțelegeau asupra patului în care urmau să doarmă, cel din față de lângă șofer sau cel din spate de lângă un geam (preferat de amândoi). Pentru a aplana conflictul, Kirk ia un pachet de cărți și îi propune lui Cliff să aleagă fiecare câte o carte, iar cel ce va alege cartea cu valoarea cea mai mare câștigă patul din spate. Prima carte, cea trasă de Cliff, s-a nimerit să fie chiar asul de pică; spășit și ofticat, Kirk acceptă să doarmă în patul de lângă șofer. Mai târziu, în aceiași seară, Kirk nu poate dormi din cauza unor zgomote ciudate. Spatele autobuzului se balansa, filtrul cu cafea fierbinte se varsă peste James trezindu-l, dintr-odată tot autobuzul începe să se rostogolească, ca și cum ar cădea într-o râpă. Toți sunt aruncați prin autobuz, ca niște cârpe în cuva unei mașini de spălat. Odată terminată mișcarea de rotire, autobuzul se oprește. Șoferul și ceilalți oameni (tehnicienii și cei ce se ocupau de turneu) reușesc să iasă din autobuz. Kirk o face și el, îl vede pe James care ieșea și el după ce a spart geamul de siguranță al autobuzului cu piciorul, și pe Lars care, speriat, fugise la 100 m de autobuz. Uitându-se în jur vedea sau auzea pe toată lumea mai puțin pe Cliff. Îndreptându-și ochii către autobuz vede picioarele lui Cliff ieșind cumva de sub autobuz. Cliff Burton fusese aruncat prin geamul lângă care dormea, iar autobuzul a picat peste el. Haosul domnea, ce se întâmplase!? Șoferul trăgea de o pătură de lângă Cliff, James și Kirk au sărit imediat “nu îndrăzni să i-o iei!!” Imediat l-au luat la întrebări pe șofer “ce s-a întâmplat?, ce ai făcut?, ai băut??” șoferul le-a răspuns că a fost polei și a pierdut controlul. Între timp o macara a fost adusă pentru a ridica autobuzul și a-i elibera pe oamenii rămași prinși sub el, printre care și Cliff. Din păcate macaraua nu a fost bine prinsă și a scăpat autobuzul, el picând din nou peste Cliff. În cele din urma Cliff a fost eliberat, însă era prea târziu. La vârsta de 24 de ani, Cliff Burton era mort. La -4 grade, James a mers, în chiloți și în șosete, 2 mile pentru a încerca să găsească vro urmă de polei. Nu a găsit, și a fost cu greu convins să nu îl omoare pe șofer. În acea noapte, odată ajunși la un hotel, Lars, James si Kirk au început să bea. La 4 dimineața, Kirk si Lars au fost treziți de către James, care țipa pe strada din fața hotelului “Cliff unde ești??! Cliff de ce ai plecat?”, au început să plângă amândoi.
Moartea lui Cliff a șocat întreaga lume a metalului, el avea foarte mulți prieteni fiind chiar și în 1981 un “star” printre cei ce urmăreau evoluția thrash-ului. Oamenii nu au fost surpinși să afle că el cânta cu Metallica, cea mai neobișnuită persoană și cel mai curtat basist, în cea mai agresivă și bună formație. Trupul lui a fost incinerat, iar la ceremonie Lars, Kirk și James au interpretat, pentru prima oară live, “Orion”. Viitorul formației era incert. Influența lui Cliff în formație era enormă, și mulți nu vedeau cum Metallica va putea să continue fără el. Celor trei nici nu le-a trecut prin cap să se oprească, mai ales că după ceremonia funerară, tatăl lui Cliff i-a rugat să continue, pentru a menține spiritul lui Cliff viu. A doua zi după înmormântare Metallica audia basiști, posibili înlocuitori pentru postul ocupat de Cliff.

### The NeW-Kid
Audițiile se desfășurau într-o atmosferă austeră. Mulți dintre candidați nereușind să stea mai mult de 1 minut în camera de audiție până să audă cuvântul “next”. Les Claypool (din formația Primus), a fost unul din cei ce au vrut jobul, prieten din copilărie cu Kirk. Formația l-a plăcut, însă i-a considerat stilul prea “funky”. Brian Slagel, cel care l-a recomandat pe Cliff, i-a spus lui Lars ca știe exact care este persoana potrivită pentru ei: Jason Newsted, din “Flotsam and Jetsam”, megafan al formației. Jason s-a prezentat la audiții. Tremura de emoție. Însă cei 3 au considerat că are energia potrivită. Pe data de 28 octombrie 1986, la 3 săptămâni după înmormântarea lui Cliff, Lars l-a anunțat pe Jason, într-un restaurant local unde erau împreuna cu James și Kirk, că a primit slujba. Jason a început să facă tumbe, să sară pe mese, să țipe de fericire. O săptămână mai târziu, formația a plecat în turneu.
Jason a fost un influx nesfârșit de energie pentru formație. A devenit repede “live-guy” permanență legătura dintre formație și fani. James a spus într-un interviu că Jason era în stare să meargă pe stradă să ceară oamenilor să le dea autografe… Însă nu totul era perfect. O perioadă de calm se instaurase, iar odată cu el a venit și adevărata durere, conștientizarea faptului că… o persoană foarte importantă nu mai era, Cliff. James, Kirk și Lars resimțeau din plin lipsa lui Cliff. Ei l-au scos țap ispășitor pe Jason. Ușor, ușor au început să-l fiarbă: să vadă cât poate duce. Iar naivitatea lui Jason, făcea lucrurile și mai ușoare pentru ceilalți 3. De exemplu, ei spuneau tuturor că Jason este homosexual, sau ieșeau în oraș să bea sau să mănânce ceva și puneau toată consumația pe contul lui Jason… și o mulțime de astfel de lucruri, ei îl numeau pe Jason în loc de Newsted, NewKid. Pentru Jason nu era chiar slujba perfectă. Însa el a rezistat, dobândind cu adevărat locul în formație.
Pentru a evita o reacție negativă a fanilor, Metallica a preferat să elibereze un disc de cover-uri, în locul unui album de studio cu cântece noi. “The 5.98$ E.P.: Garage Days Re-Revisited”, pentru a face cunoștință fanilor cu noul basist în iunie 1987. Albumul a fost în mare parte înregistrat în Garajul lui Lars, de aici și numele E.P-ului.

### …And Justice for All – 1988
Cel de-al patrulea album Metallica este „...And Justice for All”. Mulții fani sau specialiști se îndoiau de puterea creativă a lui Metallica fără Cliff. Însă relația dintre James Hetfield și Lars Ulrich a fost întotdeauna primordială pentru formație. Ei sunt baza forței creative ce înseamnă Metallica. Astfel albumul „...And Justice for All” a fost un succes masiv. Tributul suprem adus de formație lui Cliff.
Uimitor este faptul că, albumul nu este la fel de complex ca „Master of Puppets”, ci mult mai complex! Iar 7 din 9 piese au peste 6 minute, celelalte 2 nu au „decât” peste 5 minute. Albumul continuă trendul impus de ultimele două albume, adică:
- Începe cu un cântec foarte energic și rapid: „Blackened”;
- A doua piesă este cea care dă și titlul albumului: „...And Justice for All”;
- Penultima piesă este instrumentală: „To Live Is To Die”.

Versurile sunt în același registru ca și până acum, frustrare ( „Harverster of Sorrow” sau „Frayed Ends Of Sanity”), război (epicul – „One” sau „Blackened”), libertate („Eye of The Beholder”, „Dyers Eve” sau „The Shortest Straw”) și politică (“…And Justice For All”), însă sunt mult mai directe. Hetfield a vorbit,în versurile sale, mult mai direct pe acest album despre societate. Însă, în ciuda stilului agresiv al lui James de a cântă, versurile nu vorbeau de revoltă sau nu instigau la violentă. Albumul mai conține și o piesa instrumentală „To Live Is To Die” care conține riff-uri scrise de Cliff, precum și o poezie citita de James la mijlocul cântecului (ce are 9:48, cu 3 secunde mai mult decât „…And Justice For All”).
Albumul este mai complex și mai direct decât „Master of Puppets” sau „Ride the Lightning”, a avut un succes comercial mult mai mare decât precedentele (a atins locul 6 în Top 200 Billboard, primul top 10 al lor), de ce nu este cel mai bun album Metallica? Ei bine, este pur și simplu infect produs. Sunetul de chitară este foarte subțire, sunetul tobei mari este mai degrabă un click decât un sunet obișnuit al unei tobe mari, așa numitul pounding, iar basul...basul nu se aude (toate acestea adaugă un caracter oarecum metalic, la propriu). Sunt mai multe variante pentru lipsa basului:
1. Jason era nou în formație și nu a avut un cuvânt de spus la mixaj;
2. James și Lars, nu aveau încredere în talentul lui Jason, ei, în timpul mixajului, ar fi decis ca basul să fie dat foarte încet, abia audibil, la asta adăugând încă -1 DB;
3. (cea confirmată de Jason și Lars) Basul lui Jason imita chitara ritmică și tobele, sunetul basului fiind confundat cu cel al chitarei și sau al tobei.

Metallica își câștigase deja un loc în istoria muzicii, chiar devenind o trupă Metal legendară, totul fără ajutorul radioului sau, nici atât, al televiziunii. Ceea ce Metallica aduce nou odată cu albumul este primul video clip, pentru piesa „One”- care are aceiași structură cu „Welcome Home (Sanitarium)” și „Fade To Black”, de pe precedentele 2 albume. Clipul prezintă formația cântând piesa într-un depozit, clipul fiind mixat cu părți ale filmului „Jonny Got His Gun”, în loc să negocieze pentru dreptul de a folosi filmul, ei au cumpărat toate drepturile pentru film. Videoul a avut un impact foarte mare asupra publicului MTV. Fiind difuzat în mod regulat, cu toate că avea peste 8 minute. De asemenea exista și o versiune a clipului fără film. El a fost inclus pe DVD-ul pe care MTV l-a scos în 2007, ce conținea cele mai marcante 24 de videouri din istoria MTV.
De asemenea în anul 1989, Metallica a fost nominalizata la Premiile Grammy, care aveau pentru prima oară o secțiune hard rock/metal, alături de AC/DC și alte trupe printre care și „Jethro Tull”, care nici nu s-au obosit sa apară la ceremonie, nominalizarea lor fiind considerată o ofensă la adresa hard rockului, nu pentru ca ei ar fi controversați sau ar cânta prost, ci pentru ca nu erau nici pe departe o formație Metal sau Hard Rock ci Art Rock (de exemplu solistul cânta la flaut). Metallica era clar favorită la câștigarea premiului, însă comisia a oferit premiul formației „Jethro Tull”. Acest lucru nu a afectat cu nimic atmosfera în formație sau succesul pe care îl va avea turneul „Dameged Justice”, însă a pus în discuție competența juriului.
În timpul turneului ei nu au cântat albumul în totalitate, din cauza complexității ieșite din comun. La un moment dat Kirk declara: „One day after we played 'Justice' and got off the stage one of us said, 'we're never fucking playing that song again.” („Într-o zi, după ce am cântat ‘Justice’ și am părăsit scena, unu din noi a spus ‘Îmi bag p*** de-l mai cântăm vreodată!’”)

### The Black Album – 1991
Metallica a crescut cu fiecare album, atât în complexitate cât și ca atitudine. Încercările prin care au trecut i-au făcut mai puternici. Turneul „Damaged Justice” a adus formației cele mai mari încasări de până atunci. Fanii îi iubeau mai mult ca niciodată, Metallica devenise un monstru al muzicii heavy metal. Începutul anilor '90 a însemnat moartea hair-metalului sau glam metalului. Singurele supraviețuitoare ale anilor '80 erau formațiile ce aveau atitudine și agresivitate. Totodată grunge-ul (prin Nirvana) începuse să iasă la suprafață. Astfel anii 1990-1991 au fost foarte productivi din punct de vedere muzical. Formatia Megadeth a scos cel mai de succes album al lor „Rust in Pace”, Nirvana la fel: „Nevermind”, precum și Guns N' Roses: „Use your Illusion 1”. Însă cel mai important album din acea perioadă va fi: „Metallica” numit de fani și cunoscut ca „The Black Album” (din cauza logoului și coperții negre dar și succesului comparativ cu „The White Album”).
Producția albumului a ținut 10 luni și a costat peste 1 milion de dolari. Producătorul albumului a fost Bob Rock, care fusese chemat sa mixeze albumul, însă el a dorit să-l producă în totalitate. Bob s-a întâlnit cu James și cu Lars și le-a spus în față că albumele lor sună foarte prost în comparație cu ceea ce fac pe scenă. Metallica era foarte conservatoare în ceea ce privește muzica lor. James nu avea un cuvânt de spus în solo-uri sau părțile lui Lars, dar nici ceilalți nu puteau comenta la adresa versurilor sau riff-urilor. Deveniseră foarte rigizi, iar ca cineva din afara formației să comenteze la adresa muzicii lor li s-a părut foarte deplasat. De aceea Bob a fost greu acceptat de către formație. Însă după 10 luni de certuri nesfârșite, 10 luni tensionate și foarte grele (surprinse de filmul „A year and a half in the life of Metallica” partea 1) Metallica, pe 13 august 1991, a scos pe piața „Albumul Negru”. Albumul a avut un succes fără precedent în istoria Heavy-Metalului, oamenii stăteau la cozi enorme pentru a-l cumpăra.
Muzica de pe acest album este complet diferită față de albumele precedente, influența lui Bob Rock fiind evidentă. Albumul este produs impecabil, piesele sunt mult mai simple, cântece de un singur riff, nu ca în precedentele albume ce conțineau 3-6 riff-uri înghesuite într-o singură piesă. Vâlva creată și popularitatea enormă a formației, a făcut ca radioul sa fie obligat practic sa transmită Metallica. Iar cântecele simple au făcut ca formația să-și mărească considerabil baza de fani.
Demo-urile pieselor au fost înregistrate acasă la Lars cu 3 luni înaintea intrării în studio, de către Lars și James. Albumul conținea 12 piese. Printre care și o piesă mult mai lentă ca cele de până atunci „Nothing Else Matters”, piesă ce nu trebuia inclusă pe album fiind considerată prea personală de către James. O baladă cu dinamica întoarsa „The Unforgiven”, o melodie despre conștiința de sine „Sad But True”, precum și despre „drum” „Wherever I May Roam”, sau despre război „Don’t Tread On Me”, „Struggle Whitin”, „Through The Never”, chiar despre religie „The God That Failed” și „bârfă”: „My Friend Of Misery” si „Holier Than Thou”. Piesa ce a avut cel mai mare succes a fost, de departe, „Enter Sandman”, primul extras de pe album.
În prima luna au vândut milioane de albume. Succesul era enorm. Iar în 1991, Metallica a caștigat premiul pentru cea mai bună formație Rock, la MTV Music Awards, și a interpretat melodia „Enter Sandman”. Succesul era monstruos, rămăsese doar să ducă noul album fanilor.

## Membri
1981 - 1982
- James Hetfield - vocal, chitară ritmică
- Lars Ulrich - baterie
- Ron McGovney - chitară bas
- Dave Mustaine - chitară solo

1982 - 1983
- James Hetfield - vocal, chitară ritmică
- Lars Ulrich - baterie
- Cliff Burton - chitară bas
- Dave Mustaine - chitară solo

1983 - 1986
(albumele Kill 'Em All, Ride the Lightning și Master of Puppets)
- James Hetfield - vocal, chitară ritmică
- Lars Ulrich - baterie
- Cliff Burton - chitară bas
- Kirk Hammett - chitară solo

1986 - 2001
(albumele Garage Days Re-Revisited, ...And Justice for All, Metallica, Load, Reload, Garage Inc. și S&M)
- James Hetfield - vocal, chitară ritmică
- Lars Ulrich - baterie
- Kirk Hammett - chitară solo
- Jason Newsted - chitară bas

2001 - 2003
(albumul St. Anger)
- James Hetfield - vocal, chitară ritmică
- Lars Ulrich - baterie
- Kirk Hammett - chitară solo
- Bob Rock - chitară bas

2003 - prezent 
(albumele Death Magnetic, Hardwired...to Self-Destruct)
- James Hetfield - vocal, chitară ritmică
- Lars Ulrich - baterie
- Kirk Hammett - chitară solo
- Robert Trujillo - chitară bas

### Membri temporari pentru concertele live

#### 1982
- "Damien Philips" (Jeff Warner) - al doilea chitarist.

#### 1992 și 1993
- John Marshall - al doilea chitarist în urma unei accidentări a lui James

#### 2004
Bateriști temporari (în 2004 când Lars nu a putut cânta):
- Steve "The Machine Gun" Smith
- Dave Lombardo
- Joey Jordison
- Flemming Larsen

## Discografie
- Kill 'Em All (25 iulie 1983)
- Ride the Lightning (27 iulie 1984)
- Master of Puppets (3 martie 1986)
- ...And Justice for All (25 august 1988)
- Metallica (12 august 1991)
- Load (4 iunie 1996)
- Reload (18 noiembrie 1997)
- St. Anger (5 iunie 2003)
- Death Magnetic (12 septembrie 2008)
- Hardwired...to Self-Destruct (18 noiembrie 2016)
- 72 Seasons (14 aprilie 2023)

### Single-uri si EP-uri
| 1983 | Whiplash             | 1985 | Creeping Death        | 1987 | Garage Days Re-Revisited | 1989 | One                |
| 1992 | Harvester Of Sorrow  | 1991 | Enter Sandman         | 1992 | The Unforgiven           | 1992 | Sad But True       |
| 1993 | Nothing Else Matters | 1993 | Where Ever I May Room | 1996 | Until It Sleeps          | 1996 | Hero Of The Day    |
| 1996 | King Nothing         | 1997 | Mama Said             | 1997 | Fuel                     | 1997 | The Memory Remains |
| 1998 | The Unforgiven 2     | 1998 | Turn The Page         | 1998 | Whiskey In The Jar       | 1998 | Die,Die My Darling |
| 1999 | No Leaf Clover       | 1999 | Nothing Else Matters  | 2000 | I Disappear              | 2003 | St.Anger           |
| 2003 | Frantic              | 2004 | The Unnamed Feeling   | 2004 | Some Kind Of Monster     | 2008 | All Nightmare Long |

### Piese solo
- "I Disappear", din filmul Mission: Impossible II
- "We Did It Again" (ft. rapper Ja Rule), pentru Biker Boyz
- "53rd and 3rd" (A Ramones cover), din "We're A Happy Family: A Tribute to the Ramones"
- "Fuel", sau Nascar: Full Throttle
- "For Whom The Bell Tolls (The Irony Of It All)" (cu DJ Spooky) pentru filmul Spawn
- "Satan" Orbital cu Kirk Hammet pentru filmul Spawn
- "Trinity" Kirk Hammet cu Robert Randolph și Santana pentru albumul lui Santana "All That I Am"
- "Don't You Think This Outlaw Bit's Done Gone Out Of Hand" James Hetfield pentru "I've Always Been Crazy: A Tribute to Waylon Jennings"
- "Little Boy You're Going To Hell" pentru filmul South Park: Bigger Longer & Uncut

### DVD și Video
- Cliff 'em All Lansat la: 4 Decembrie 1987
- 2 of One Lansat la: 20 Iulie 1989
- A Year and a half in the life of Metallica Lansat la: 17 Noiembrie 1992
- Live Shit: Binge & Purge Lansat la: 23 Noiembrie
- Cunning Stunts Lansat la: 8 Decembrie 1998
- S & M Lansat la: 23 Noiembrie 1999
- Classic Albums: Metallica - The Black Album Lansat la: 6 Noiembrie 2001
- Some Kind of Monster (filmul) Lansat la: 25 Ianuarie 2005 în US și Canada, data lansării variind de la țară la alta.
- The Videos 1989-2004 Lansat pe 4 decembrie 2006

## Premii
Metallica a câștigat șapte premii Grammy Awards:
- 1989: Best Metal Performance - "One"
- 1991: Best Metal Performance - "Stone Cold Crazy"
- 1992: Best Metal Performance With Vocal - Metallica
- 1999: Best Metal Performance - "Better than You"
- 2000: Best Hard Rock Performance - "Whiskey in the Jar"
- 2001: Best Rock Instrumental Performance - "The Call of Ktulu"
- 2004: Best Metal Performance - "St. Anger"

Kerrang! Awards:
- 2003: Best Band On The Planet
- 2004: Best Band On The Planet

## Sources
- Christe, Ian (2003), Sound of the Beast: The Complete Headbanging History of Heavy Metal, HarperCollins, ISBN 0-380-81127-8